# Брюно Расін
Брюно́ Расі́н (фр. Bruno Racine; * 17 грудня 1951, Париж) — французький письменник і бібліотекар. З 2007 до 2016 року був директором Національної бібліотеки Франції.

## Біографія
Батьки Брюно Расіна — П'єр Расін та Едвіна Морґюліс. Брюно Расін закінчив Школу Ларошфуко в Парижі. Продовжив навчання в Ліцеї Людовика Великого, а згодом у Вищій Нормальній школі, де вивчав літературознавство. З 1977 року навчався у Національній школі адміністрування. З 1983 по 1986 роки працював у Міністерстві закордонних справ. З 1986 по 1988 роки входив до уряду Жака Ширака. З 1997 по 2002 рік працював директором Французької академії в Римі. А з 2002 по 2007 рік очолював Центр Жоржа Помпіду в Парижі. З 2007 року Брюно Расін замінив Жана-Ноеля Жаннене на посаді директора Національної бібліотеки Франції. З 1997 року Расін є кавалером ордена Почесного легіону (офіцер). З 1981 року одружений з Беатріс де Бегон де Ларузьєр-Монлозьє, з якою має четверо дітей.

## Вибрані твори
- 1982 : Le Gouverneur de Morée, Prix du premier roman
- 1986 : Terre de promission
- 1991: Au péril de la mer, Prix des Deux Magots 1992
- 1999 : La Séparation des biens, Prix La Bruyère de l'Académie française 1999
- 1999 : L'Art de vivre à Rome, Grand prix du livre des arts de la Société des gens de lettres 2000
- 2000 : L'Art de vivre en Toscane
- 2002 : Le Tombeau de la Chrétienne
- 2007 : Le Côté d'Odessa
- 2012 : Adieu à l'Italie
- 2016 : La Voix de ma mère, éditions Gallimard, 2016, 127 p.